# Dennlys Parc
Dennlys Parc est un parc d'attractions situé à Dennebrœucq, dans le Pas-de-Calais. Leur mascotte est une tortue du nom de Denno.

## Histoire

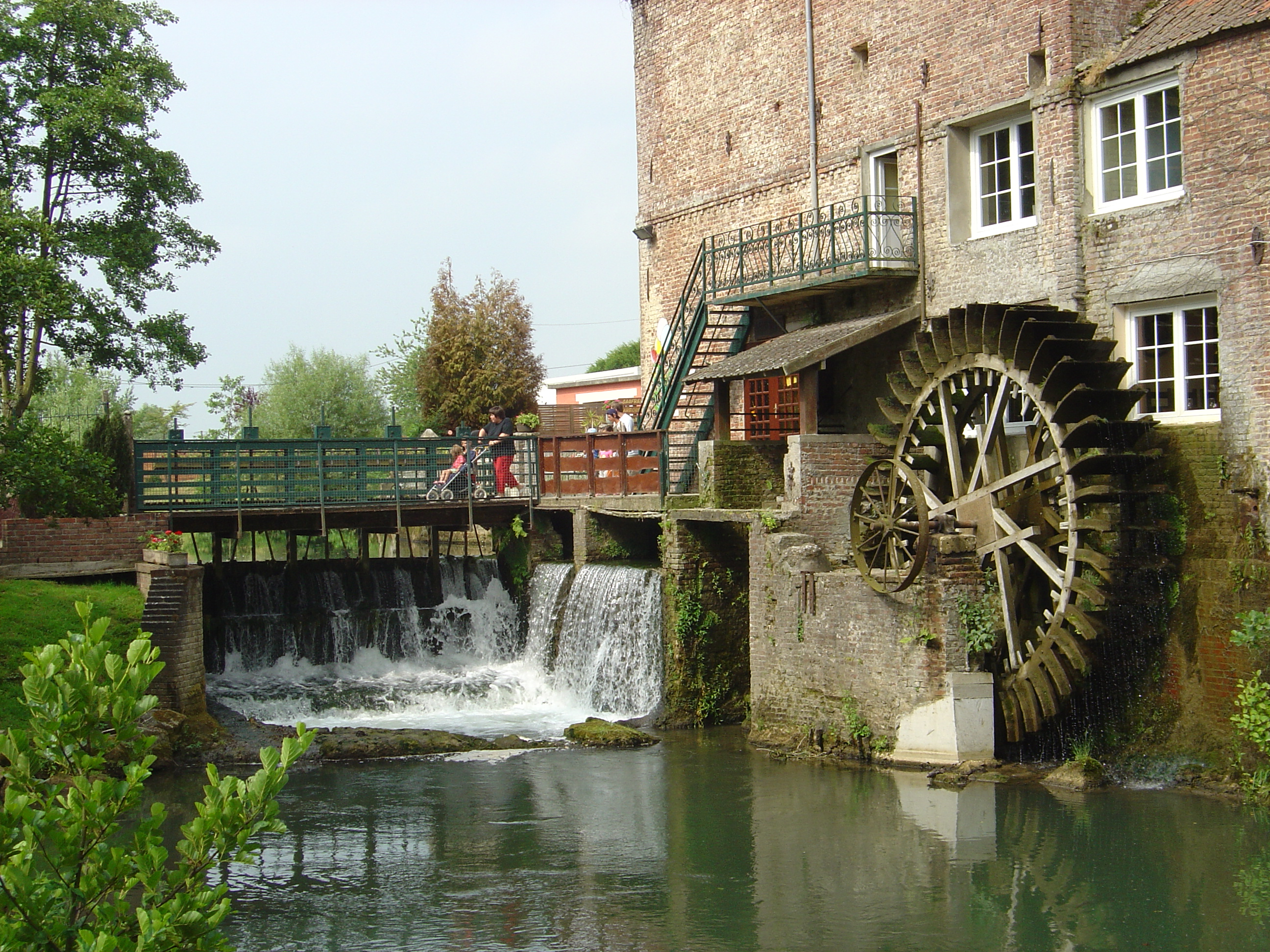
Le moulin de la tour.

À l'origine, le bâtiment de briques rouge abrite une scierie de marbre. Il est racheté par la famille Manessier à la fin du XIXe siècle qui y installe une turbine et y commence une activité de meunier. L'affaire sera revendue en 1934 à la famille Leroy puis en 1966 par M. Claude Baussart qui aménage les alentours du moulin, fait reconstruire la tour du moulin détruite par l'ancien propriétaire et qui ouvre l'année suivante la guinguette du Moulin de la Tour. Le moulin devient musée et les plaines de jeux ainsi qu'un petit zoo apparaissent dans la propriété.
En 1983, Gérard Crunelle et son épouse, issus du monde forain, découvrent le site du Moulin de la Tour qui est alors à vendre. Ils en font l'acquisition et l'aménagent pour ouvrir un parc de loisirs. En 1997, Christian Crunelle, fils de Gérard, prend la direction du parc et décide l'année suivante de renommer le domaine Dennlys Parc en contractant le nom du village (Dennebrœucq) et le nom du cours d'eau qui y passe (la Lys).

### Historique du parc
- 1967 : Ouverture de la Guinguette du Moulin de la Tour par M. Claude Baussart
- 1983 : Achat du Moulin de la Tour par la famille de Monsieur Gérard Crunelle
- 1984 : P'tits trains à pédales
- 1985 : Manège d'avions et auto-chenilles
- 1986 : Toboggan aquatique gonflable
- 1987 : Rachat du zoo de Quiestède et ajout de la première grande roue
- 1988 : Ouverture de la salle de restaurant
- 1989 : Aménagement des enclos pour les animaux et installation du circuit des tacots
- 1990 : Nouveau toboggan aquatique. 48 000 visiteurs[5]
- 1991 : 50 000 visiteurs[réf. nécessaire].
- 1992 : 40 000 visiteurs[réf. nécessaire].
- 1993 : 50 000 visiteurs[réf. nécessaire].
- 1994 : Implantation du plan d'eau. 50 000 visiteurs[réf. nécessaire].
- 1995 : Mono Denno. 50 000 visiteurs[réf. nécessaire].
- 1996 : 50 000 visiteurs[réf. nécessaire].
- 1997 : Tornado et château hanté. 65 000 visiteurs[réf. nécessaire].
- 1998 : Changement de nom ; Le Moulin de la Tour devient Dennlys parc. 70 000 visiteurs[réf. nécessaire].
- 1999 : Denno Bumpers. 84 000 visiteurs[réf. nécessaire].
- 2000 : Longchamp (parcours de chevaux). 84 500 visiteurs[réf. nécessaire].
- 2001 : Carrousel et création de nouvelles caisses à l'entrée du parc. 82 323 visiteurs[réf. nécessaire].
- 2002 : 80 555 visiteurs[réf. nécessaire].
- 2003 : Montagnes russes Furio. 104 036 visiteurs[réf. nécessaire].
- 2004 : Remplacement de la première grande roue par les Montgolfières. 99 098 visiteurs[réf. nécessaire].
- 2005 : Nouvelle aire de jeux, le Rockin' Tug (premier en France) et le Rio Grande. 104 321 visiteurs[réf. nécessaire].
- 2006 : Cannibal Pots.
- 2007 : La Place des Geysers.
- 2008 : Crazy River.
- 2009 : la Baie des Pirates et le Denno-Copter.
- 2010 : Montagnes russes Nitro. 142 558 visiteurs[réf. nécessaire].
- 2011 : La Grange, le Derrick, les Crapouilles et le Pédal’haut. 160 000 visiteurs[réf. nécessaire].
- 2012 : Temp'O et Icarius. 175 598 visiteurs[réf. nécessaire].
- 2013 : 185 000 visiteurs[6].
- 2014 : La Vigie. 179 298 visiteurs[7],[8]
- 2015 : Le Voltigo et Les Tractofolies. 210 000 visiteurs[réf. nécessaire].
- 2016 : Le Tramway Fou, Le Carrousel et Motorider. Nouvelle zone d'entrée du Parc + Nouvelle boutique. 227 000 visiteurs[réf. nécessaire].
- 2017 : Desperado 4D et création de la zone médiévale. 225 000 visiteurs[réf. nécessaire].
- 2018 : Squadron 33. 220 000 visiteurs[réf. nécessaire].
- 2019 : Azteca et Aéro Mexico et création de la zone mexicaine et de nouveaux décors pour le Voltigo. 260 000 visiteurs[réf. nécessaire].
- 2020 : Xotic. 89 500 visiteurs[réf. nécessaire] (pandémie de covid-19).
- 2021 : 99 000 visiteurs[réf. nécessaire] (pandémie de covid-19).
- 2022 : P'tits Pirates. 280 000 visiteurs[réf. nécessaire].
- 2023 : l'Alcyon. 255 000 visiteurs [9]

## Informations économiques
La société exploitante, Le Moulin de la Tour, a été créée le 6 février 1984.
En 2016, elle a réalisé un chiffre d'affaires de 4 039 500 € et dégagé un résultat de 481 700 € avec 36 collaborateurs.
Elle est dirigée par Christian Crunelle.

## Les attractions

### Montagnes russes
| Nom     | Type                     | Constructeur       | Année |
| ------- | ------------------------ | ------------------ | ----- |
| Furio   | Train de la mine         | Soquet             | 2003  |
| Nitro   | Duel de montagnes russes | Preston & Barbieri | 2010  |
| Voltigo | Tournoyantes             | Gosetto            | 2015  |

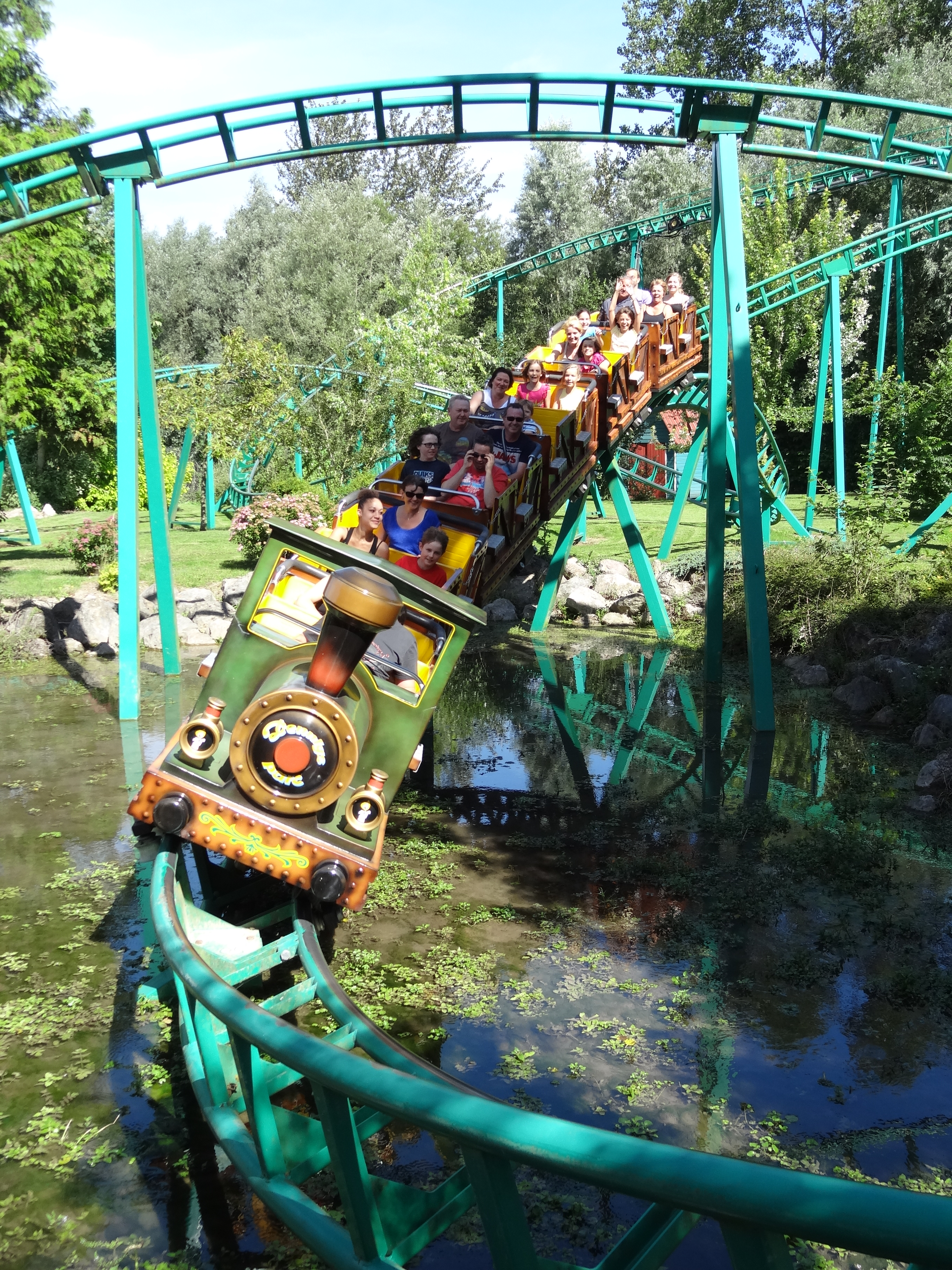
Furio
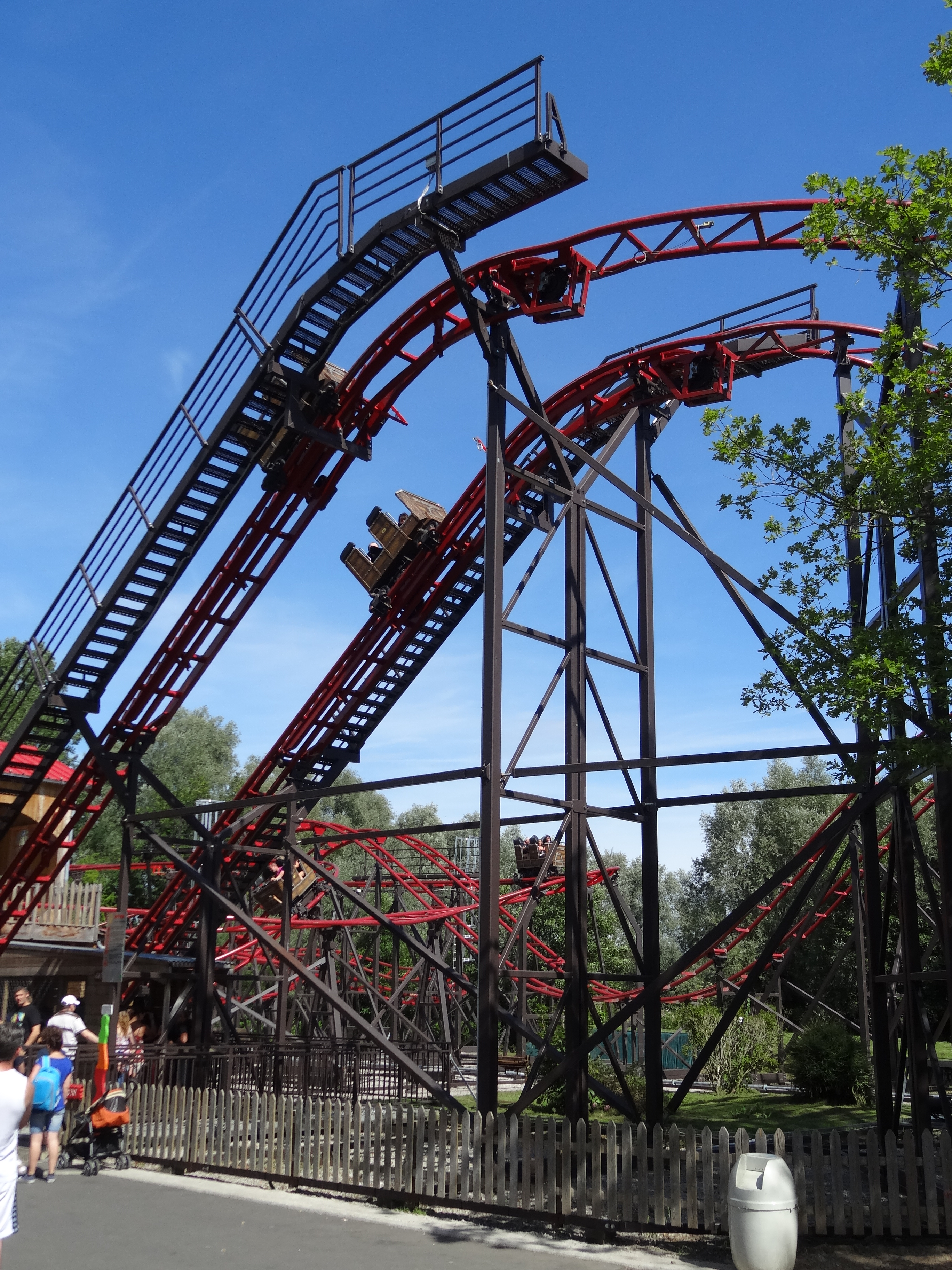
Nitro

#### Disparues
| Nom     | Type/ Modèle | Constructeur | Ouverture | Fermeture |
| ------- | ------------ | ------------ | --------- | --------- |
| Tornado | E-Powered    | Zamperla     | 1996      | 2008      |

### Attractions aquatiques
| Nom                  | Type                  | Constructeur       | Année          |
| -------------------- | --------------------- | ------------------ | -------------- |
| Azteca               | Wave Runner           | Preston & Barbieri | 2019           |
| Crazy River          | Spinning Rapids       | Soquet             | septembre 2008 |
| Denno Bumpers        | Bateaux-tamponneurs   | J&J Amusements     | 1999           |
| Ferme du Moulin (la) | Aire de jeu aquatique | Dennlys Parc       | 2018           |
| Jean Bar'Q           | Watermania            | Zamperla           | 2025           |
| P’tits Pirates (les) | Bûches junior         | Soquet             | 2022           |

### Autres attractions
| Nom                 | Type                  | Constructeur       | Année |
| ------------------- | --------------------- | ------------------ | ----- |
| Aéro Mexico         | Manège d'avions       | Preston & Barbieri | 2019  |
| L’Alcyon            | Bateau à bascule      | Fabbri Group       | 2023  |
| Le Carrousel        | Carrousel             | Concept 1900       | 2016  |
| Les Crapouilles     | Jump Around           | Zamperla           | 2011  |
| Denno Copters       | Hely Tower            | Technical Park     | 2009  |
| Desperado 4D        | Cinémaction           | Alterface Projects | 2017  |
| Le Motorider        | Appollo Sidecars      | Technical Park     | 2016  |
| La Baie des Pirates | Himalaya Ride         | Technical Park     | 2009  |
| Le Derrick          | Tour de chute junior  | Zamperla           | 2011  |
| La Grange           | Barnyard              | Zamperla           | 2011  |
| La Vigie            | Tour de chute         | Zamperla           | 2014  |
| Icarius             | Chaises volantes      | Zamperla           | 2012  |
| Le Longchamp        | Chevaux galopants     | Soquet             | 2000  |
| Les Montgolfières   | Grande roue           | Fabbri Group       | 2004  |
| Pédal'haut          | Magic Bikes           | Zamperla           | 2011  |
| Rio Grande          | Train junior          | Zamperla           | 2005  |
| Rockin'Tug          | Rockin' Tug           | Zamperla           | 2005  |
| Squadron 33         | Aerobat               | Technical Park     | 2018  |
| Le Tramway Fou      | Crazy Bus             | Zamperla           | 2016  |
| Tractofolies        | Parcours de tracteurs | Gosetto            | 2015  |
| Temp'O              | Mega Disk'O 24        | Zamperla           | 2012  |
| Xotic               | Monorail              | Soquet             | 2020  |

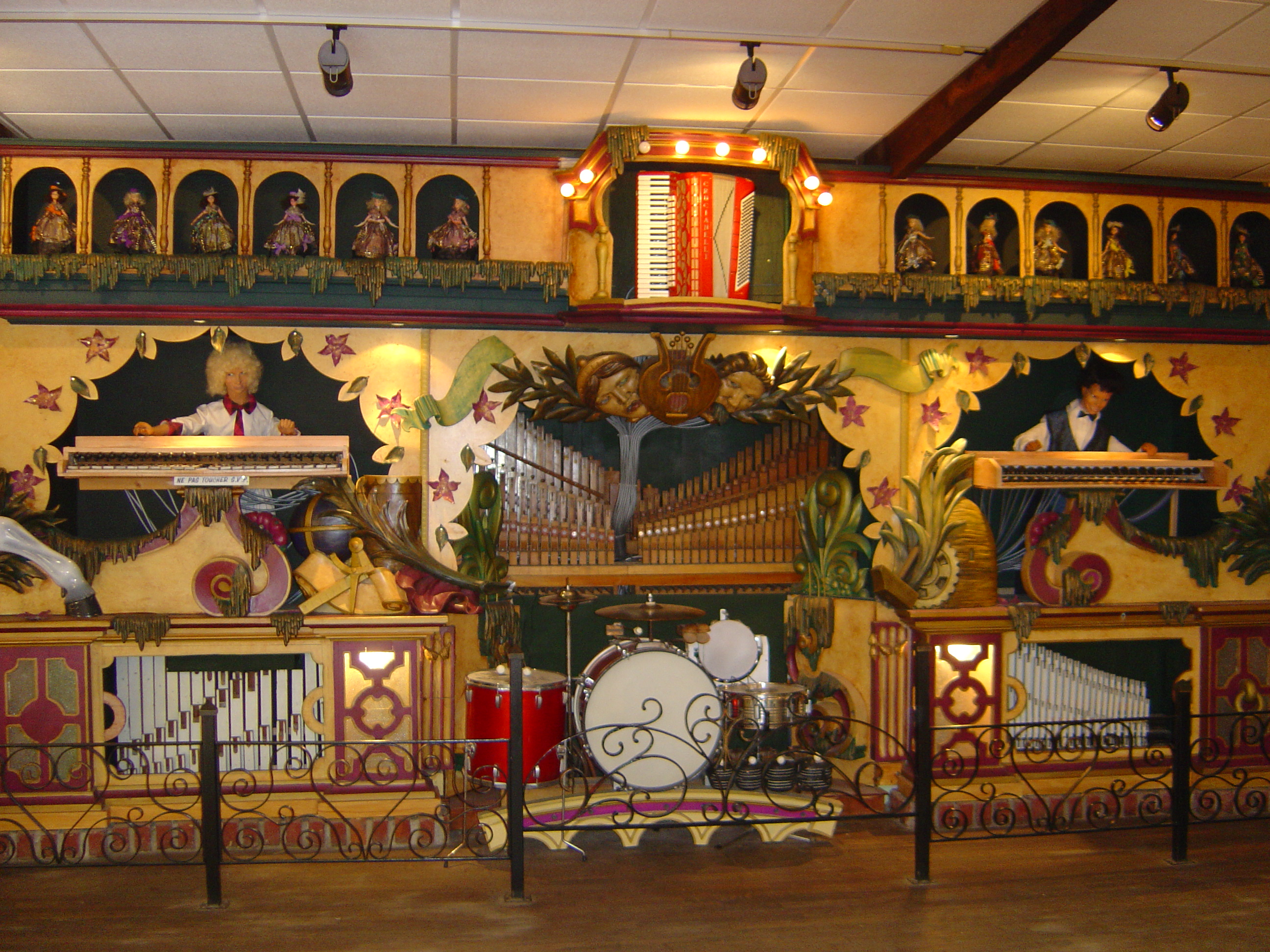
L'orgue du parc
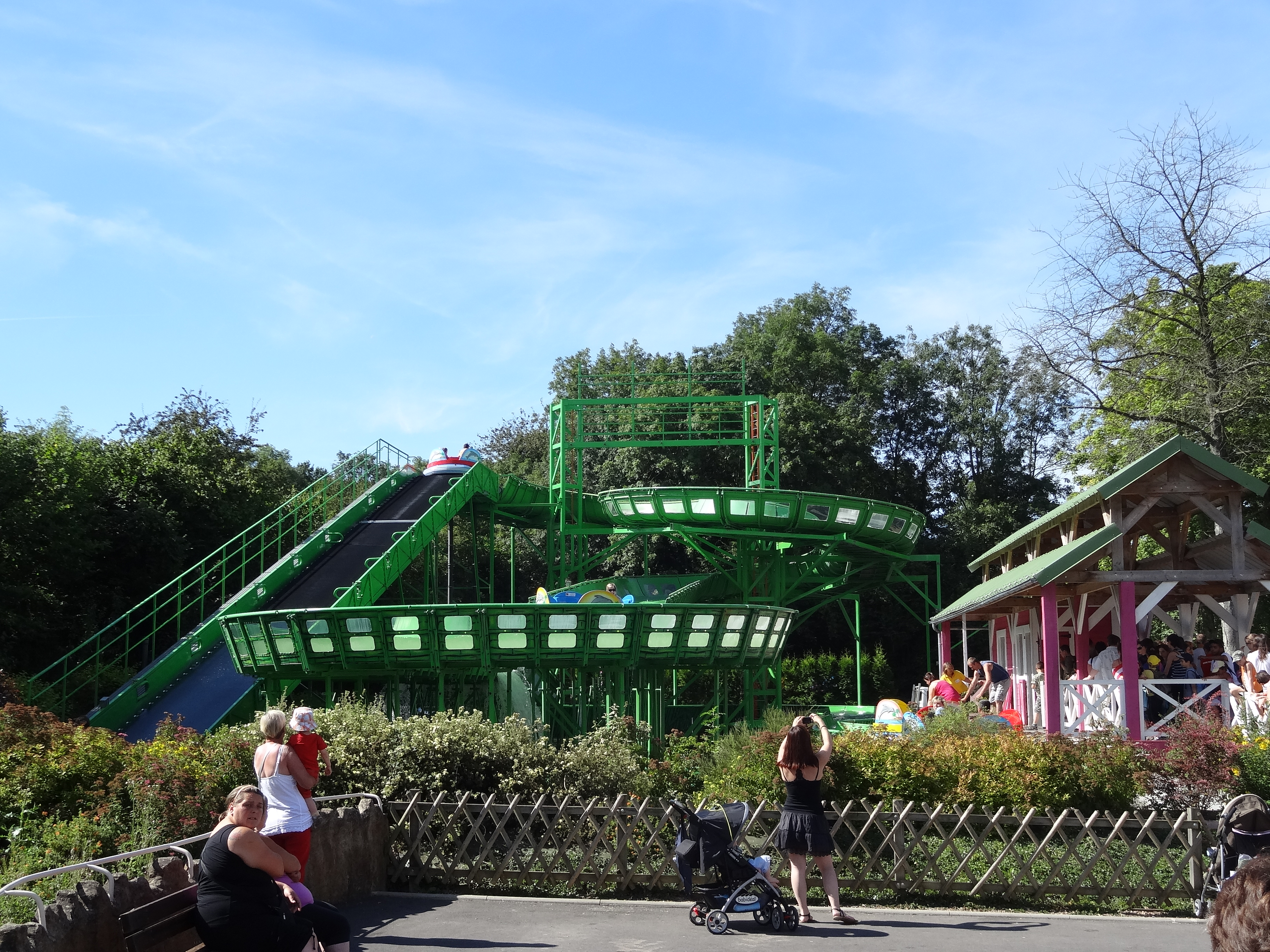
Crazy River
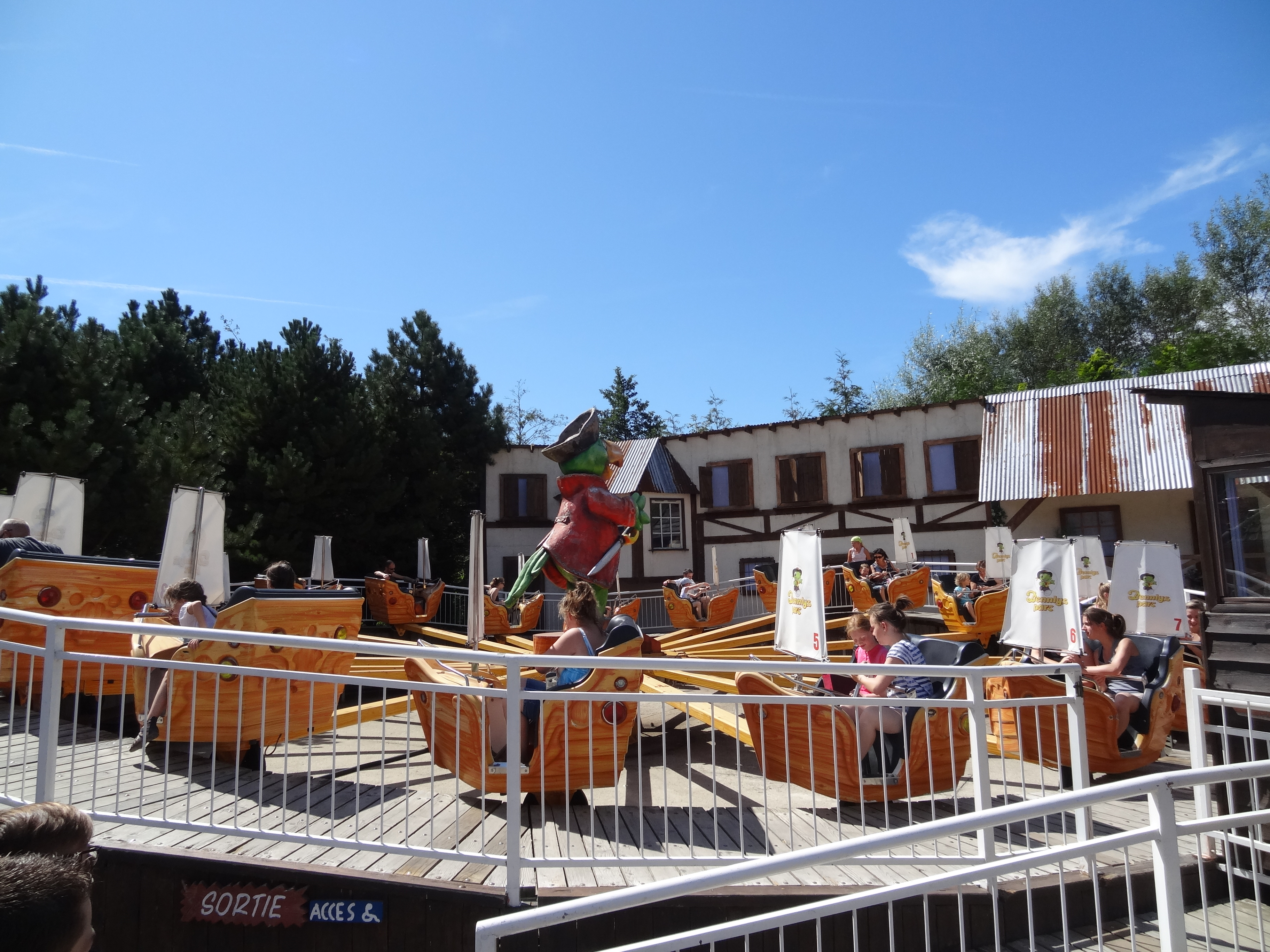
La Baie des pirates
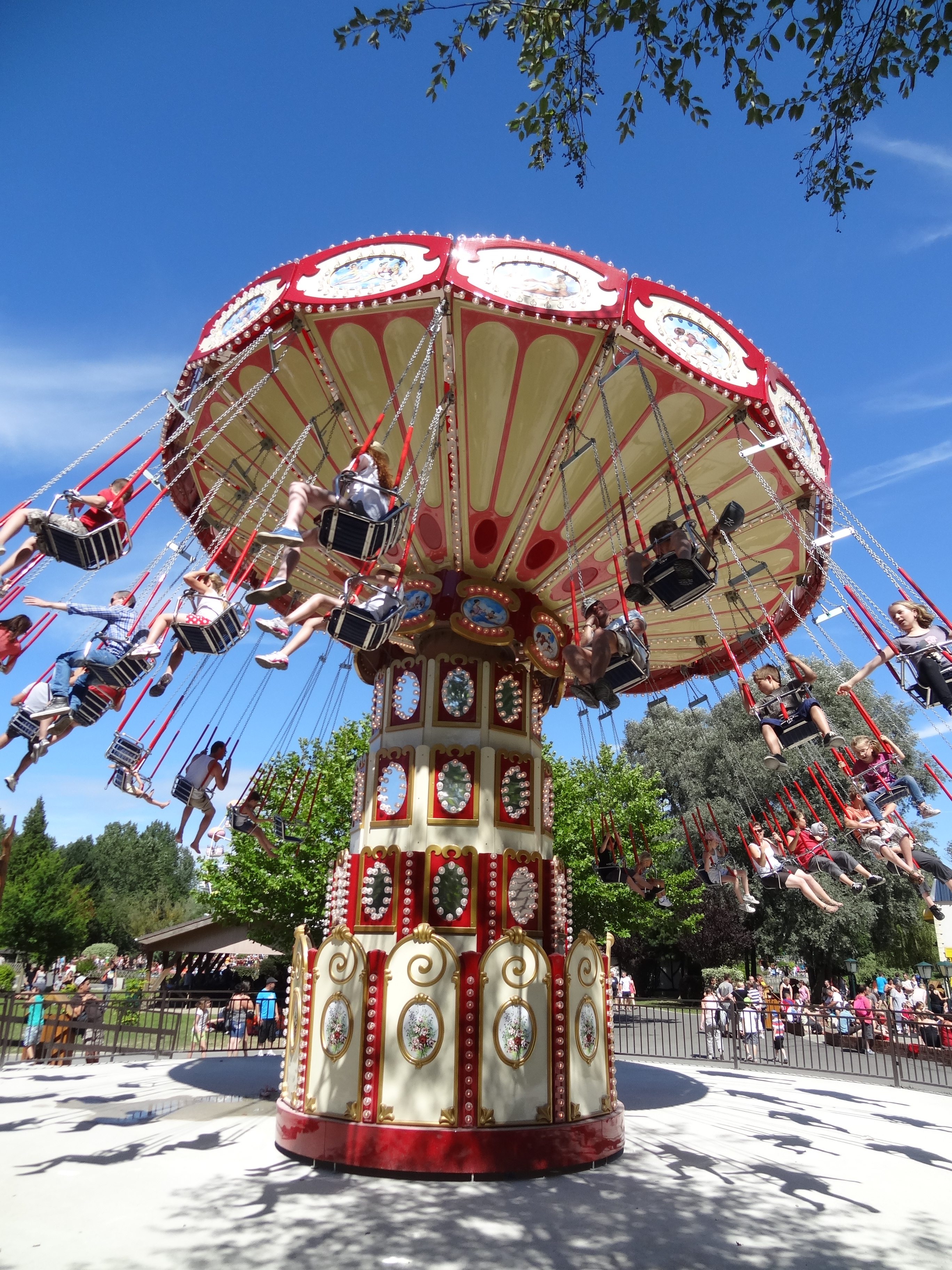
Icarius

### Spectacles et expositions
- Spectacle de Magie de It's Magic en juin, juillet et août (2 représentations par jour). Arrêté en 2016.
- Musée de l'attraction foraine ; exposition de modèles réduits de manèges et d'attractions).
- Musée du Moulin ; visite du moulin à eau sur plusieurs étages.
- Orgue mécanique ; datant de 1942 et restauré en 2004.

### Anciennes attractions
- Cannibal Pots - tasses (2006 - 2024)
- Carrousel - mini carrousel (2001 - 2010)
- Château Hanté - walkthrough (1997 - 2016)
- Choupette - manège d'autos chenille (1985 - 2018)
- Denno Splash - toboggan aquatique (1990 - 2005)
- Mirages - manège d'avions (1985 - 2010)
- Mono Denno[a] - monorail à pédales (1995 - 2019)
- Parcours du Combattant - parcours du combattant (jusqu'en 2010)
- P'tits Trains - locomotives à pédales (1984 - 2009)
- La Place des Geysers - aire de jeux aquatiques (2007 - 2017)
- Tacots 1900[b] - parcours de tacots (1989 - 2014)
- Le Voyage vers la Lune - grande roue (1987 - 2003)
- Vélos Drôles - vélos excentriques (jusqu'en 2014)